# Каситериди, Перикли Лукич
Перикли Лукич Каситериди (26 декабря 1926 года, село Дагва, АССР Аджаристан, ССР Грузия, Российская империя — 22 марта 2014 года, Ореокастрон, Греция) — звеньевой колхоза имени Ворошилова Дагвинского сельсовета Кобулетского района Аджарской АССР, Грузинская ССР. Герой Социалистического Труда (1949).

## Биография
Родился в 1926 году в крестьянской семье в селе Дагва АССР Аджаристан. Окончил местную начальную сельскую школу. Трудиться начала в годы Великой Отечественной войны на чайной плантации колхоза имени Ворошилова, председателем которого с 1933 года был Христо Лавасас. Трудился в чаеводческой бригаде № 4, которой руководил бригадир Аристо Каситериди. В послевоенные годы возглавлял звено, состоящее из 16 колхозников. За его звено было закреплено 3,5 гектара чайной плантации и 2 гектара цитрусового сада.
В 1948 году звено под его руководством собрало в среднем с каждого гектара по 8005 килограмм сортового зелёного чайного листа на участке площадью 2 гектара. Указом Президиума Верховного Совета СССР от 29 августа 1949 года удостоен звания Героя Социалистического Труда за «получение высоких урожаев сортового зелёного чайного листа и цитрусовых плодов в 1948 году» с вручением ордена Ленина и золотой медали «Серп и Молот» (№ 4644).
Этим же указом званием Героя Социалистического Труда были награждены председатель колхоза Христо Елефтерович Лавасас и одиннадцать тружеников колхоза, в том числе агроном Герасим Панаётович Андреади, звеньевые Лазарь Диитриевич Кимициди, Стилиан Иванович Салвариди, колхозники Феофиолакт Христофорович Неаниди, Калиопи Анестиевна Павлиди, Елена Христовна Каситериди, Анести Христофорович Мурадов, Ольга Петровна Мурадова, Хатиджа Мамудовна Эминадзе.
За выдающиеся трудовые результаты по итогам 1950 года был награждён вторым Орденом Ленина. В последующие годы возглавлял бригаду № 4. Неоднократно участвовал во Всесоюзных выставках ВСХВ и ВДНХ. Был премирован автомобилем «Победа».
В 1998 году вместе с семьёй эмигрировал в Грецию. Проживал в городе Ореокастрон. Скончался в 2014 году. Похоронен на местном городском кладбище.
Награды
- Герой Социалистического Труда
- Орден Ленина — дважды (1949; 01.09.1951)
- 10 медалей ВСХВ и ВДНХ.